# Walter Sutton
Walter Stanborough Sutton (Utica, 5 aprile 1877 – Kansas City, 10 novembre 1916) è stato un biologo statunitense.

## Biografia
Nel 1905, Walter Sutton, laureato alla Columbia University in sessuologia specializzandosi in botanica e zoologia, pubblicava un articolo dove dichiarava che i cromosomi erano i portatori fisici dei caratteri genetici di Mendel; Sutton studiava la spermatogenesi nella cavalletta, che presenta cromosomi grandi, facilmente osservabili. 
Osservando i vari stadi della mitosi, Sutton contava così 23 cromosomi, due a due per forma e dimensione, quindi si individuavano 11 coppie di cromosomi, più uno singolo, detto cromosoma accessorio, in seguito chiamato cromosoma X. Sutton capiva da questo che le coppie di cromosomi omologhi correlavano perfettamente con le coppie di caratteri ereditari scoperte da Mendel.
Esaminando l'inizio della meiosi, Sutton osservava che i componenti di ciascuna coppia erano associati tra loro, tramite una fessura longitudinale; alla successiva divisione meiotica i cromosomi venivano separati nelle cellule figlie. Questa era la prova della divisione riduzionale teorizzata 15 anni prima da Weismann e la base fisica dell'ipotesi di Mendel che i caratteri ereditari siano a coppie che rimangono assieme per tutta la vita di un individuo per separarsi l'uno dall'altro con la formazione dei gameti. La divisione riduzionale osservata da Sutton spiegava anche altre scoperte di Mendel: i gameti potevano contenere solo una forma alternativa (allele) di ogni gene, il numero dei gameti che contenevano un allele era uguale al numero dei gameti che contenevano l'altro, i due gameti uniti nella fecondazione producevano un individuo con due alleli per ogni carattere.
Il suo principale contributo alla biologia fu quindi l'aver messo in relazione l'ereditarietà con i cromosomi a livello cellulare. Osservando la meiosi notò che i cromosomi si presentavano appaiati e che i cromosomi appaiati avevano una struttura simile, poi si separavano con la formazione di gameti (il cui numero di cromosomi risultava ridotto alla metà). Ciò era in accordo e convalidava la legge della segregazione di Gregor Mendel.